# Seans (film 1945)
Seans (ang. Blithe Spirit) – brytyjska komedia fantastyczna, zrealizowana według sztuki Noela Cowarda.

## Treść
Pisarz Charles Condomine wraz z żoną Ruth i zaproszonymi gośćmi bierze udział w seansie spirytystycznym prowadzonym przez medium Madame Arcati. Podczas seansu Arcati nawiązuje kontakt z pierwszą żoną Charlesa, Elvirą, a Charles słyszy jej głos. W nocy po seansie, Charles zostaje odwiedzony przez ducha Elviry, która ukazuje mu się tym razem w wizualnej formie. Od tej pory odwiedza go codziennie. Jest on jednak jedyną osobą która ją widzi. Sytuacja nie podoba się jednak Ruth - aktualnej żonie Charlesa...

## Główne role
- Rex Harrison – Charles Condomine
- Joyce Carey – Violet Bradman
- Hugh Wakefield – Doktor George Bradman
- Margaret Rutherford – Madame Arcati
- Kay Hammond – Elvira Condomine
- Constance Cummings – Ruth Condomine
- Jacqueline Clarke – Edith